# Starčevica
Starčevica (serb. Старчевица) – dzielnica Banja Luki, w Bośni i Hercegowinie. Położona na prawym brzegu rzeki Vrbas.
W czasie spisu ludności w 1991 roku, w Starczewicy żyło 12 738 mieszkańców, w tym 6 770 Serbów, 813 Chorwatów, 2 350 Muzułmanów, 2 264 Jugosłowian i 541 innych.
16 maja 2014 miała miejsce powódź. Wezbrane wody na rzece Vrbas zagroziły dwóm mostom.